# Ioan Buda
Ioan Buda (n. 15 noiembrie 1956, Ungureni, România) este un politician român, membru al Parlamentului României în legislatura 2004-2008, ales pe listele PSD. În cadrul activității sale parlamentare, Ioan Buda a fost membru în grupurile parlamentare de prietenie cu Republica Italiană, Regatul Hașemit al Iordaniei și Regatul Țărilor de Jos (Olanda). Ioan Buda a fost primar al orașului Târgu Lăpuș în perioadele 1990-1996 și 2000-2003. În perioada 2003-2004, Daniel Buda a fost prefect la prefectura județului Maramureș. 